# Soconusco (Trinidad y Tobago)
Soconusco es una localidad de Trinidad y Tobago, que forma parte de la región de San Juan-Laventille.

## Geografía
La localidad abarca parte de la isla Trinidad y limita al norte y oeste con Maracas, al sur con Sam Boucaud y al este con La Pastora.

## Demografía
Datos demográficos de la localidad de Soconusco:
| Gráfica de evolución demográfica de Soconusco entre 2000 y 2011 |
|                                                                 |